# Moskovskaja (metrostation Sint-Petersburg)
Moskovskaja (Russisch: Московская) is een station van de metro van Sint-Petersburg. Het station maakt deel uit van de Moskovsko-Petrogradskaja-lijn en werd geopend op 25 december 1969. Het metrostation bevindt zich in het zuiden van Sint-Petersburg, onder het Moskovskaja plosjtsjad (Moskouplein), waaraan het zijn naam dankt.
Het station ligt 29 meter onder de oppervlakte en is van het bouwtype "horizontale lift". Dit type stations beschikt over een centrale perronhal die door middel van automatische schuifdeuren van de sporen wordt gescheiden. Station Moskovskaja heeft geen bovengronds toegangsgebouw, maar een ondergrondse stationshal. De perronhal is langer dan bij andere stations, om uitgangen aan beide zijden van het bovenliggende plein mogelijk te maken. De wanden van de perronhal zijn afgewerkt met grijs marmer.